# Institut national d'assurances sociales pour travailleurs indépendants
 (juillet 2017).
L'Institut national d'assurances sociales pour travailleurs indépendants, en abrégé l'INASTI (en néerl. Rijksinstituut voor de Sociale Verzekeringen der Zelfstandigen, en abrégé RSVZ), est un organisme en Belgique qui s'occupe du statut social des travailleurs indépendants. En qualité de travailleur indépendant, cela signifie que le travailleur doit affilier et, en principe, payer des cotisations pour obtenir un certain nombre de droits.